# Armas Taipale
Armas Taipale (Finlandia, 27 de julio de 1890-8 de noviembre de 1976) fue un atleta finlandés, especialista en las pruebas de lanzamiento de disco y lanzamiento de disco con dos manos en las que llegó a ser campeón olímpico en 1912.

## Carrera deportiva
En los JJ. OO. de Estocolmo 1912 ganó la medalla de oro en el lanzamiento de disco con dos manos, llegando hasta los 82.86 metros, superando a su compatriota Elmer Niklander y al sueco Emil Magnusson (bronce con 77.37 metros). También ganó el oro en el lanzamiento de disco, llegando hasta los 45.21 metros que fue récord olímpico, superando a los estadounidenses Richard Byrd y James Duncan (bronce con 42.28 metros).
Ocho años después, en los JJ. OO. de Amberes 1920 ganó la medalla de plata en el lanzamiento de disco, llegando hasta los 44.19 metros, tras su compatriota Elmer Niklander (oro con 44.685 metros) y por delante del estadounidense Augustus Pope (bronce).